# Правобережный (Будённовский район)
Правобере́жный — посёлок в Будённовском районе (муниципальном округе) Ставропольского края России.

## География
На реке Томузловка
На востоке: посёлок Херсонский
На западе: урочище Чёрный Лес
Расстояние до краевого центра: 153 км.
Расстояние до районного центра: 57 км.

## История
Основан в 1840 году:30.
До 16 марта 2020 года входил в упразднённый Томузловский сельсовет.

## Население
| 1925 | 1926 | 1989 | 2002 | 2010 | 2011 | 2012 |
| ---- | ---- | ---- | ---- | ---- | ---- | ---- |
| 508  | ↗807 | ↘340 | ↗609 | ↘606 | ↗637 | ↘625 |
| 2014 |      |      |      |      |      |      |
| ↘600 |      |      |      |      |      |      |

По данным переписи 2002 года в национальной структуре населения преобладают русские (80 %).